# Skót-felföld
A Skót-felföld (angolul: The Highlands; skótul: the Hielands; skót gael nyelven: A' Ghàidhealtachd, „a gaelek helye”) egy történelmi régió Skóciában. Kulturális tekintetben a Skót-felföld és a Skót-alföld (The Lowlands) a késő középkortól kezdődően elkülönült egymástól és az újkorra az alföldi skót nyelv kiszorította a gael nyelvet a Skót-alföldön. A kifejezést ugyancsak használják a Highland Boundary-törésvonaltól északra és nyugatra lévő terület megnevezéseként, habár a határvonal nincs pontosan meghatározva, főleg a keleti irányban. A Great Glen a Grampian-hegységet délkeleti irányban elválasztja az Északnyugati-felföldtől. A skót gael neve (A' Ghàidhealtachd) szó szerint annyit tesz, mint „a gaelek helye” és hagyományosan a gaelül beszélők számára a Skót-felvidéken kívül hozzá tartozik a Külső-Hebridák (Western Isles) is.
A terület nagyon ritkán lakott, mivel számos hegygerinc uralja a tájat. Itt található a Brit-szigetek legmagasabb hegye, a Ben Nevis is. A 19. század előtt jóval sűrűbben volt lakott a vidék, de a tradicionális skót-felvidéki életformának az 1745-ös jakobita felkelés utáni törvényen kívül helyezése (a hírhedt Highland Clearances) és az ipari forradalom okozta elvándorlás együttes hatása miatt jelenleg Európa egyik leggyérebben lakott területének számít. A 2012-es népszámlálás szerint 9,1 fő/ km² a népsűrűség a Skót-felvidéken és a Külső-Hebridákon, ami egy hetede sincs a Skócia egészében mért népsűrűségnek és ez az érték Bolívia, Csád és Oroszország hasonló értékéhez mérhető.
Az Invernessben székelő Highland Council (Felföldi Tanács) a Skót-felföld nagy részének közigazgatási testülete. Hozzá tartoznak továbbá Aberdeenshire, Angus, Argyll és Bute, Moray, North Ayrshire, Perth és Kinross, Stirling és West Dunbartonshire tanácsi területek egyes részei is.
A Skót-felföld a Brit-szigetek egyetlen olyan területe, amely a tajga éghajlati övhöz tartozik és ezért a Kaledóniai erdőt kiterjedt fenyves erdők borítják.

## Történelem

### Kultúra

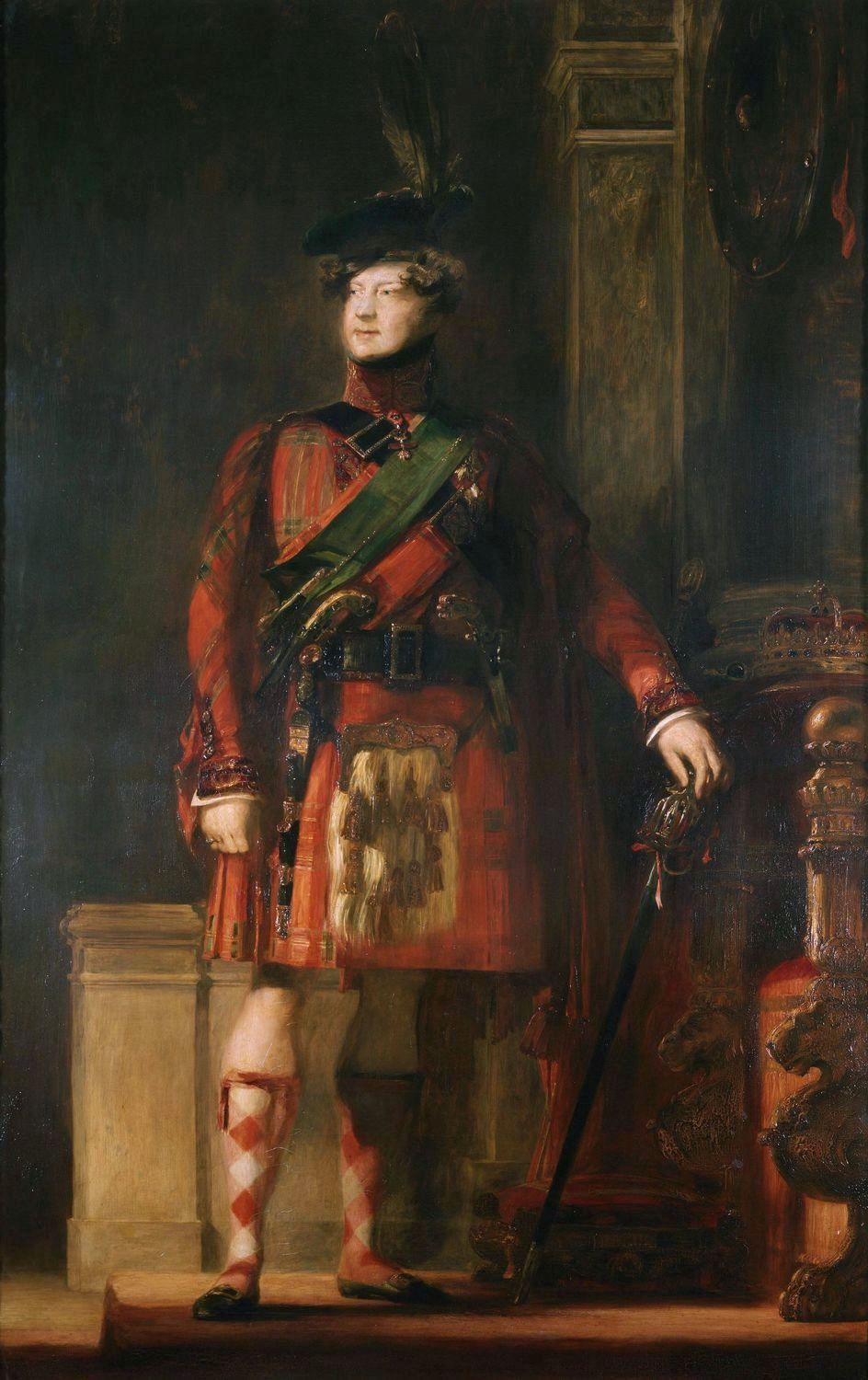
IV. György hagyományos felföldi viseletben (David Wilkie festménye)

A 15. és a 20. század között a terület jelentősen elkülönült a Skót-alföldtől nyelvileg. Skót gaelül a Gàidhealtachd szóval illetik, mivel tradicionálisan ez volt Skócia gaelül beszélő része, bár ezt a nyelvet jelenleg inkább csak a Külső-Hebridákon használják. A kifejezések gyakran felcserélhetőek, de az adott nyelveken különböző jelentéstartalommal bírnak. A skót angolnak a Felföldön beszélt dialektusa a meghatározó, melyre a gael nagy hatással volt. Történelmileg a Felföldi vonal (Highland line) választja el a két skót kultúrát. Míg ez a vonal délen jórészt a Grampian-hegység vonulatait követi, északi folytatása levágja az északkeleti körzeteket – Caithness-t, az Orkney- és a Shetland-szigeteket – a jóval erősebben gael Skót-felföldről és a Hebridákról.
A jakobita felkelés után a brit kormányzat egy sor intézkedést hozott a skót klán-rendszer bomlasztásának felgyorsítására, így megtiltották a fegyverviselést, a tartan viselését és korlátozták a skót episzkopális egyház tevékenységét. Az intézkedések nagy részét visszavonták a 18. század végén, mikorra a jakobita fenyegetés alábbhagyott. Hamarosan rehabilitálták a felföldi kultúrát és a tartant hordhatták a brit hadsereg felföldi ezredei, melyekbe nagy számmal léptek be az innen származó szegény fiatalok és harcoltak az 1790-1815 közötti franciákkal vívott háborúkban. A tartant a hétköznapi emberek nagy része mellőzte, de az 1820-as években a kilttel együtt felbukkant a társadalmi elit viseleteként – nemcsak Skóciában, hanem egész Európában is.
A tartan iránti nemzetközi érdeklődést és a Skót-felföld romantikus idealizálását az Ossian-eposzok megjelenése váltotta ki és a régiót tovább népszerűsítették Walter Scott művei. IV. György 1822-es Skóciába tett látogatása során tartant viselt, ami után ugyancsak jelentősen megnövekedett a kilt és a tartan utáni kereslet. Az igényeket a skót gyapjúipar már nem is tudta kielégíteni. Az egyes klánok tartanjai a skót identitás jelképeivé váltak. Ezt a „felföldiséget” („Highlandism”) Viktória királynő érdeklődése az ország és népviselete iránt szilárdította meg, aki emellett Balmoral kastélyát pihenőhelyévé tette meg.

## Gazdaság

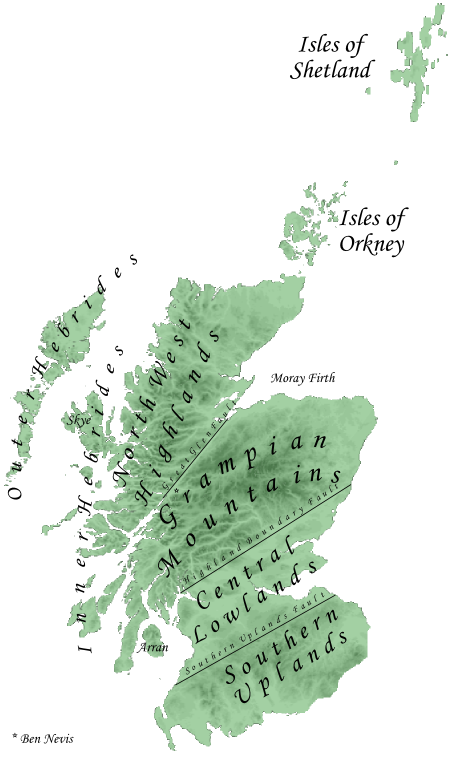
Skócia fő területi egységei

A 19. század előtt a felföldiek (highlanderek) nagyon szegényeknek számítottak. A hagyományaikat megőrizték és nem nagyon volt rájuk hatással a skót felvilágosodás és az ipari forradalom okozta gazdasági fellendülés, mely végigsöpört a Skót-alföldön. A napóleoni háborúk gazdasági fellendülést és optimizmust hoztak a Skót-felföldnek. A bérek emelkedése olyan iparágakban, mint a hínár feldolgozása, a halászat, a szövészet illetve nagy volumenű infrastrukturális beruházások, mint amilyen például a Kaledóniai-csatorna kiásása volt, a gazdaság növekedését eredményezték. A keleti parton a farmgazdaságok fejlődtek a marhák magas ára miatt. A hadseregben való szolgálat is vonzó volt a felföldi fiatalok számára, akik a fizetésüket hazaküldték és odahaza letelepedve ide utaltatták a nyugdíjukat. A prosperitásnak 1815-ben vége szakadt és hosszútávon ható negatív tényezők ásták alá a többnyire néhány hektárnyi (acre) földet bérelő szegény farmerek (ún. crofterek) gazdasági helyzetét. A földtulajdonosok egyre inkább piacorientáltabban gazdálkodtak a 18. század közepétől fogva és ez bomlasztotta az Északnyugati-felföld és a Hebridák hagyományos szociális és gazdasági szerkezetét, nagy érvágást okozva a croftereknek. A felföldiekre hátrányos szabályozások (a Highland Clearances) és a járási rendszer (township system) felszámolása a földtulajdonlás illetve a bérleti rendszer változásait és a marhatenyésztésről a juhtenyésztésre való áttérést vonta maga után. Az 1840-es évek nagy írországi éhínségének idején 1846-ban a Skót-felföld ültetvényeit is elérte a burgonyavész és ez tömeges elvándorlási hullámokat gerjesztett. Az egyes klánok vezetői szabták meg, hogy mely fiatalok emigrálhatnak, hova emigrálhatnak és milyen rendszerben tehetik ezt. Az elsőként az adott területre érőknek elő kellett készítenie a terepet a később érkezők fogadására. Az angol nyelvben ezt a rendszert láncmigrációnak (chain migration) nevezték.
A földtulajdon egyenlőtlen eloszlása nagy érzelmeket felkavaró és vitatott téma maradt, ami nagy jelentőséggel bírt a Felföld gazdaságára és ez végül a liberális radikalizmus sarokkövévé vált. A szegény bérlők nem rendelkeztek politikai befolyással és sokan a vallás felé fordultak közülük, felkarolva az 1800 után ismét feléledő és népszerű elveket valló evangélikus presbiterianizmus tanait. 1843 után a legtöbben az elszakadáspárti "Free Church" irányzatot választották. Ennek az evangelikus mozgalomnak a lelkészei maguk is az alsóbb társadalmi rétegekből származtak és a tanításuk kimondottan kritikus volt a fennálló rendszerrel szemben. E vallási töltet erőt adott a bérlőknek, elkülönítette őket a földesuraktól és segített számukra előkészíteni és sikerre vinni az éles változásokat az 1880-as években a Highland Land League (kb. Felföldi Földliga) által. Erőszakos felkelés tört ki Skye szigetén, mikor a felföldi földesurak a földjeiket juhok és vadasparkok számára akarták szabaddá tenni. A helyzet lanyhult miután 1886-ban a kormányzat fellépett és a kisbérlőket védelmező törvényt (Crofters’ Holdings Act) fogadtak el, amiben csökkentették a földbérlet díját, garantálták az állandóságot és felszámolták a nagybirtokokat, hogy bérelhető földeket biztosítsanak a hajléktalanoknak. Ez éles ellentétben állt az ugyanekkor lejátszódó írországi eseményekkel, ahol a helyi lakosság ellenállása inkább nyugodott a nemzeti öntudaton, mint politikai alapokon. 1885-ben három független kisbérlő jelölt jutott be a parlamentbe, ahol meghallgatták panaszaikat. Az eredmények a skót kisbérlők számára széleskörű biztonságot nyújtottak. Ettől kezdve jogukban állt a földbérletet örökül hagyni és bérlői bizottságokat (Crofting Comission) állíthattak fel. A kisbérlők szövetsége, mint politikai mozgalom 1892-ben szűnt meg és a Liberális Párt szerezte meg a szavazataikat.

## Vallás

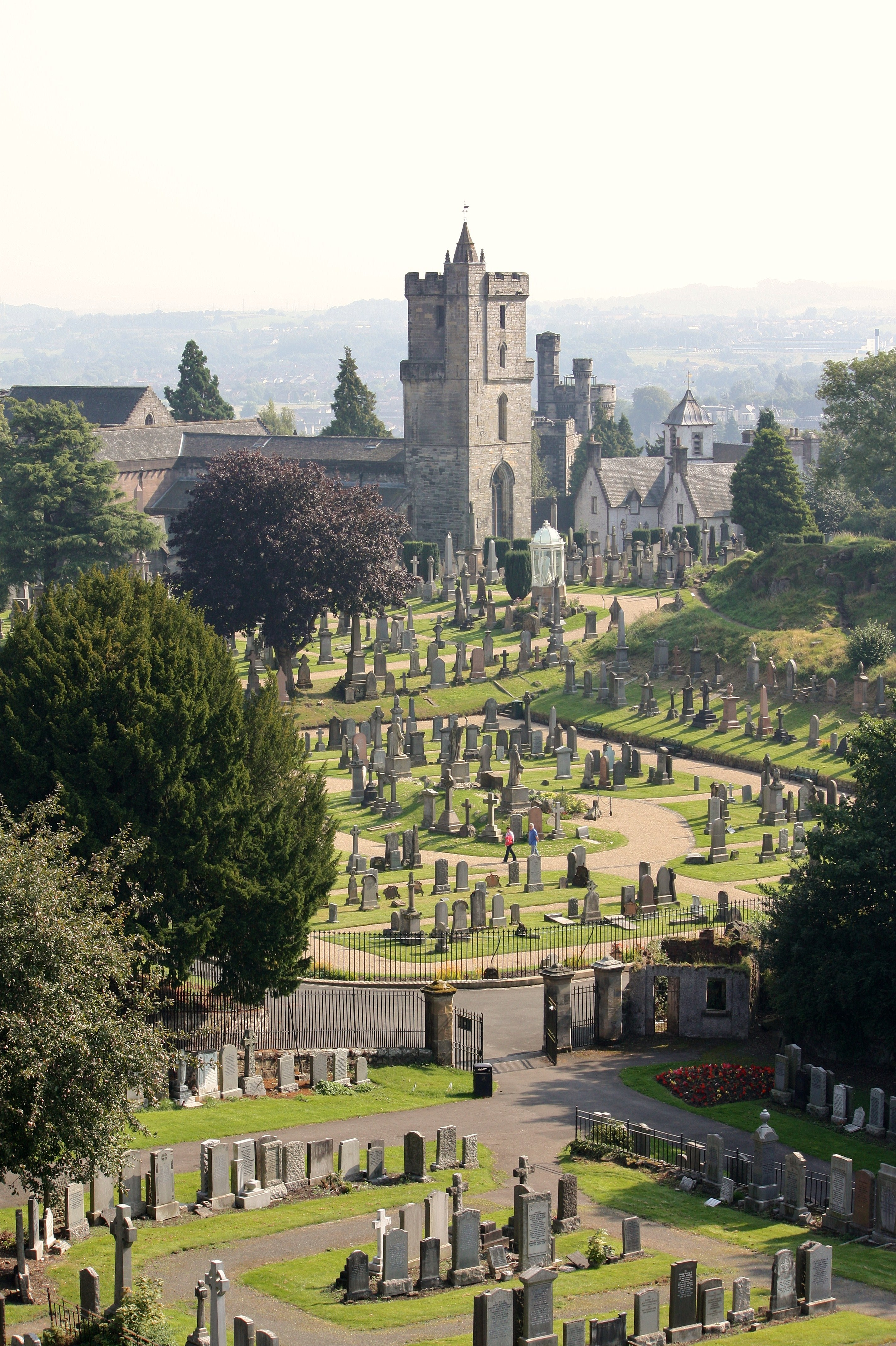
A Church of the Holy Rude Stirlingben

A skót reformáció jelentős sikereket ért el a Skót-felföldön. A katolicizmus az Írországból misézni rendszeresen átjáró ferences szerzeteseknek köszönhetően erős maradt egyes területeken. Habár a katolicizmus erősen veszített jelentőségéből, a Felföldön jelentős központjai maradtak a belső területeken és megmaradtak mellette a tengerparton lévő Moidart és Morar illetve egyes szigetek, mint South Uist és Barra a Külső-Hebridák déli részén. E távoli régiók zárkózottsága és a gaelül beszélő klérus hiánya nem tette lehetővé a bevett egyházi irányzat térítéseit. A 18. század későbbi részében az SSPCK misszionáriusainak tevékenysége és az 1746-os cullodeni csata utáni társadalmi bomlás következtében valamivel nagyobb sikert tudott elérni. A 19. században a gael nyelvet és kultúrát inkább befogadó evangélikus Free Churches mozgalom gyorsan terjeszkedett és jóval erősebbé vált mint a bevett egyházi irányzat (established church).
A Skót-felföld azonban a skót egyházhoz hű protestáns területnek számít. A katolikus déli szigetekkel ellentétben az északi Külső-Hebridák szigeteinek (Lewis, Harris és North Uist) lakossága különösen nagy arányban tartozik a protestáns Free Church-höz (szabad egyházhoz) vagy Skócia presbiteriánus egyházához (Free Presbyterian Church of Scotland). A Külső-Hebridákat tartják Britannia utolsó kálvinista bástyájának és a vasárnapot itt rendre megtartják. Inverness és a környező területek lakosságának többsége a protestáns felekezethez – annak is főként The Kirk illetve a Free Church of Scotland irányzataihoz – tartozik. Az egyház jelenléte erős a térségben és itt jóval magasabb a felekezethez tartozók aránya, mint más skót városokban.

## Történelmi földrajz

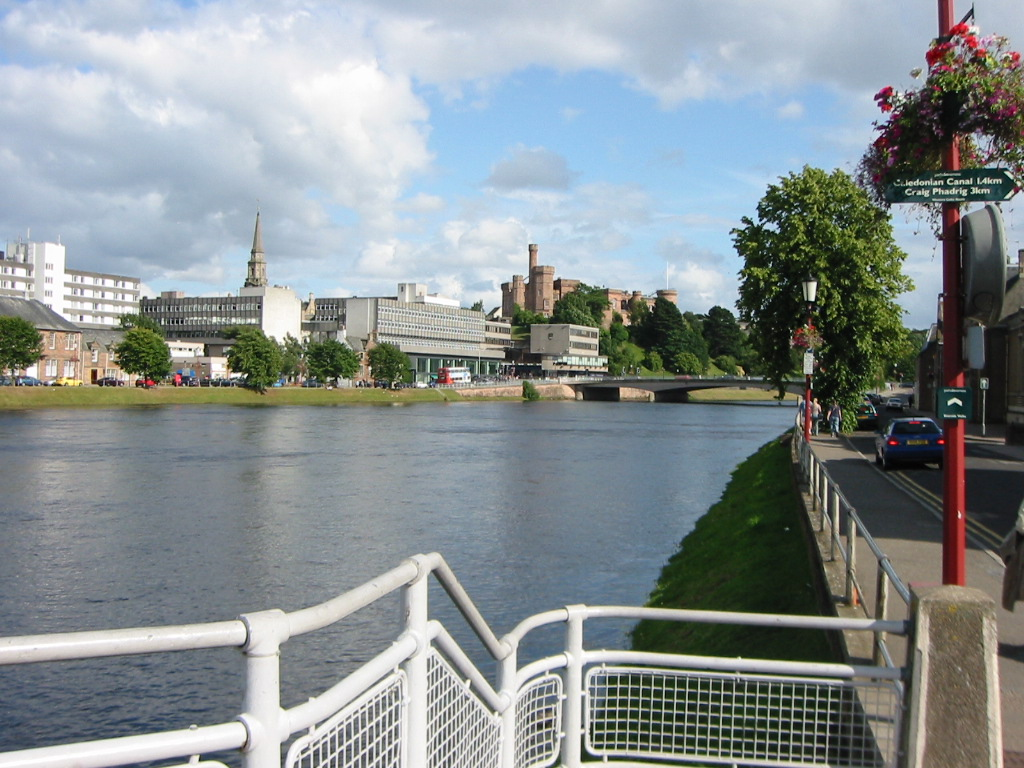
Inverness, Skót-felföld adminisztrációs központja és hagyományosan fővárosának tekintett település

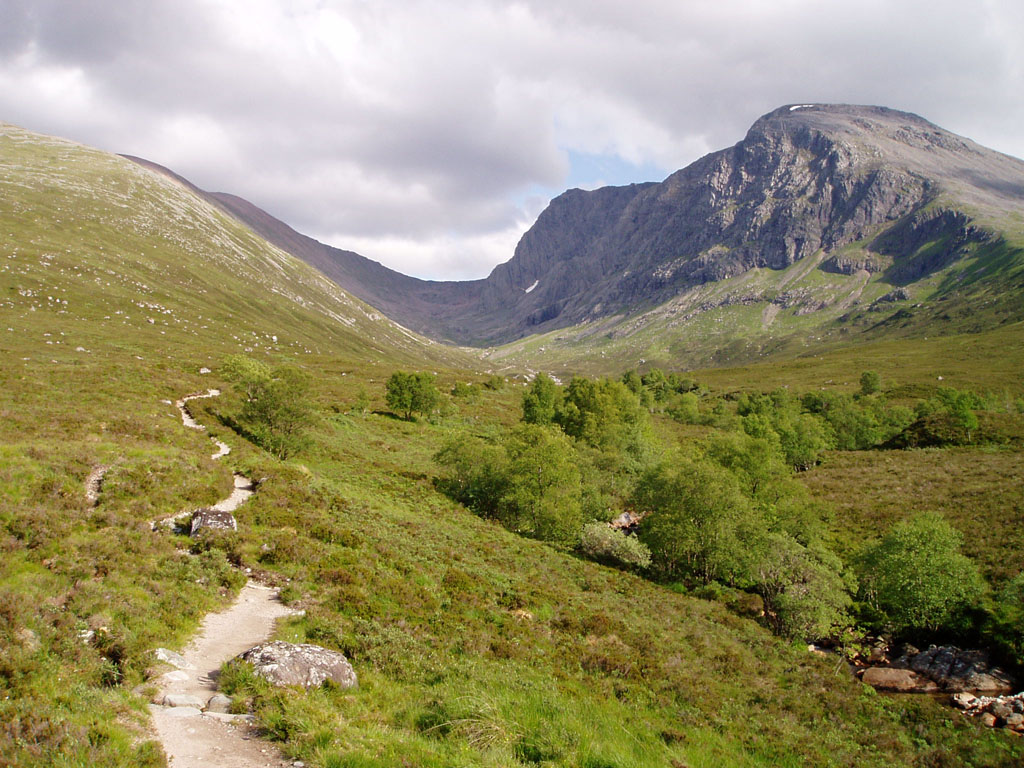
Ben Nevis

A hagyományos skót felfogás szerint földrajzilag a Felföld Skóciának a Highland Boundary-törésvonaltól északnyugatra lévő területe, amely az ország fő szigeten (a Brit-szigeten) lévő részét egy közel egyenes vonalban szeli ketté Helensburgh-tól Stonehavenig. Azonban a sík tengerparti részeket, mint amilyenek Nairnshire, Morayshire, Banffshire és Aberdeenshire egyes területeit uralják, gyakran nem számolják a Felföldhöz, mivel földrajzi környezetük és kulturális jellemzőik erősen elütnek a Felföld többi részétől. Caithness északkeleti részét, csakúgy mint az Orkney- és a Shetland-szigeteket gyakran nem sorolják a Felföldhöz tartozó területek közé, ugyanakkor a Hebridákat rendszerint igen. A Felföld ilyen értelemben különbözik az Alföldtől nyelvében és hagyományaiban megőrizve a gael beszédet és a szokásokat évszázadokkal az utóbbi elangolosodása után. Ez egyre inkább a különválás érzetét keltette és már a 14. századból vannak feljegyzések, melyek erre a kulturális megosztottságra utalnak. Aberdeenshire-ben a Felföld és az Alföld határa nincs élesen meghúzva. Az A93 autóút mellett Dinnetnél található egy kő, melyen a következő felirat szerepel: You are now in the Highlands (Most a Felföldön vagy), bár az ettől keletre eső területeknek is vannak Felföldre jellemző vonásai.
A Skót-felföldön a whisky-készítésnek öt régióját különböztetik meg, ezek tájegységek szerint Northern, Western, Southern és Eastern Highlands valamint az Islands (Szigetek). A Highland Single Malts fajtát a Dundee és Greenock közötti képzeletbeli vonaltól északra párolják le, beleértve így Aberdeenshire-t és Angust. Habár földrajzilag a Felföldhöz tartozik, a Speyside-régiót külön kezelik és nem sorolják a felföldi whisky-régiók közé. A skót whisky-k túlnyomó többségét a Felföldön állítják elő.
A Felföld fővárosaként hagyományosan Invernessre tekintenek, azonban Aberdeenshire, Angus, Perthshire és Stirlingshire megyéknek inkább Aberdeen, Perth, Dundee és Stirling számít kereskedelmi központnak. Aberdeent lehetne több szempont alapján a legnagyobb felföldi városként megjelölni, de ez a település nem részese a Felföldre jellemző újabb gael kultúra történelmének.

## Felföldi tanács körzete
A Skócia egyik helyi kormányzati régiójaként létrehozott Felföldi tanács területe (Highland council area) 1996 óta egységes hatóságként működik. A tanács területéhez nem tartoznak hozzá jelentős déli és keleti felföldi részek valamint a Nyugati-szigetek (Western Isles), de beletartozik Caithless. A Felföld megnevezést használják a tanács területére, valamint a Felföld és a szigetek tűzoltó és mentőszolgálatának körzetére (Highlands and Islands Fire and Rescue Service) is. A Northern (Északi) megjelölést szintén használják a tűzoltók, rendőrök és mentők körzetére. Ez a terület a Felföldi tanács körzete mellett az Orkney-, a Shetland- és a Nyugati-szigetek (Western Isles) tanácsi területét foglalja magában.
A Felföldi tanács a Glen Garry és Dalwhinnie közötti Drumochter-hágóban helyezett el táblát Welcome to the Highlands felirattal.

## A Felföld és a szigetek

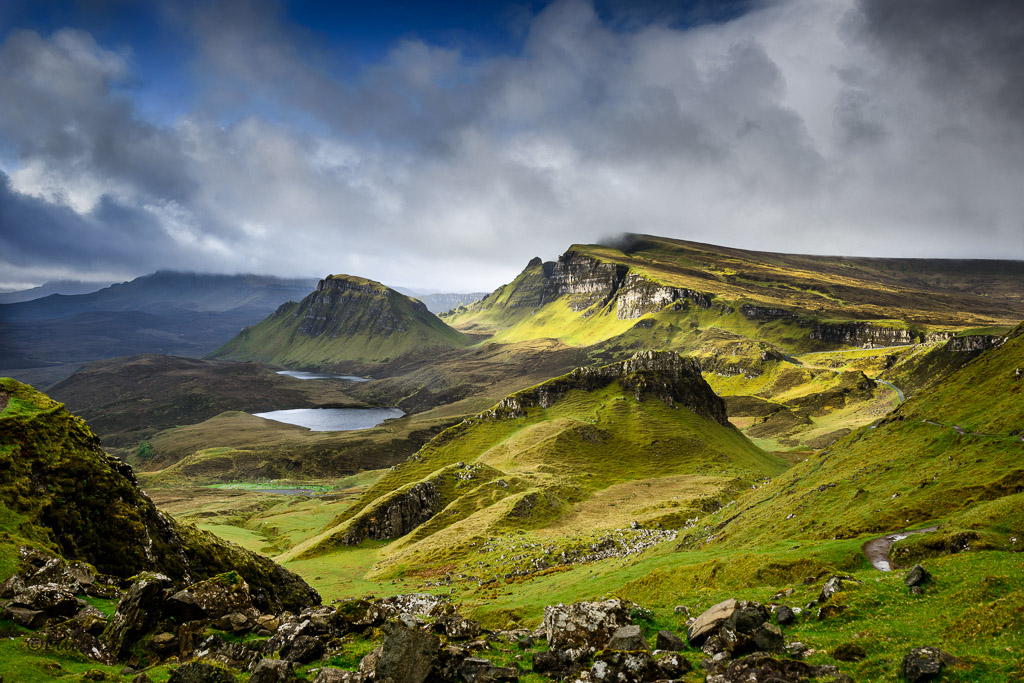
Skye szigete

A Felföld területének nagy része megegyezik a Highlands and Islands area területével. A skót parlamentbe a Highlands and Islands (Felföld és a szigetek) választói körzet küld képviselőket. Ehhez a körzethez hozzátartoznak az Orkney- és a Shetland-szigetek, a Felföldi tanács helyi kormányzati területe, a Nyugati-szigetek (Western Isles), Argyll és  Bute, valamint Moray helyi kormányzati területek is. A Highlands and Islands kifejezés így különböző kontextusokban eltérő jelentéssel bír. Vonatkozik a Felföldre (a helyi kormányzati területre) és a szigetekre (Orkney, Shetland, Western Isles) is a Highlands and Islands Fire and Rescue Service megjelölés alatt. A Northernt használják ugyanennek a területnek a rendőrségi körzetére (Northern Constabulary).

## Történelmi útvonalak
Már az írott történelem előtti időkben voltak a Skót-alföldről a Skót-felföldre vezető csapások. Ezek közül több a Mounth-on (gael monadh, jelentése: hegység), egy a magasabban fekvő belső területekről induló és Stonehaventől kissé északra az Északi-tengerhez kiérő hegyvonulaton át vezetett. A legismertebb és történelmileg legfontosabb útvonalak a Causey Mounth-on, az Elsick Mounth-on, a Cryne Corse Mounth-on és a Cairnamounth-on át vezettek.

## Kézbesítő szolgáltatás
Bár a Skót-felföld földrajzi értelemben a Brit-szigethez tartozik, egyes területeire valamivel nehezebb eljutni, mint a sziget többi részére. Emiatt a legtöbb futárszolgálat hasonlóan Észak-Írországhoz, a Man-szigethez és több más szigethez külön kategóriaként kezeli és emelt árak mellett végzik ide a kiszállítást vagy éppen nem is vállalják ide a fuvarokat. A terület elzártságából fakadó jelentősen magasabb postaköltségek sokszor zavart és megrökönyödést váltanak ki, csakúgy mint az indoklásként a Mainland szóra való hivatkozás. Mivel a díjszabáshoz a települések postai kódját (irányítószámát) veszik alapul, sok hagyományosan a Skót-alföldhöz sorolt körzetbe ezen plusz díjas árszabással végzik a kiszállítást. A Royal Mails (Királyi postaszolgálat) az egyetlen futárszolgálat, melyet az Universal Service Obligation azonos tarifákra kötelez az Egyesült Királyság egész területén, ami azonban csak postai küldeményekre vonatkozik és nem nagyobb csomagokra, melyeket a postaszolgálat Parcelforce divíziója kezel.

## Földtan

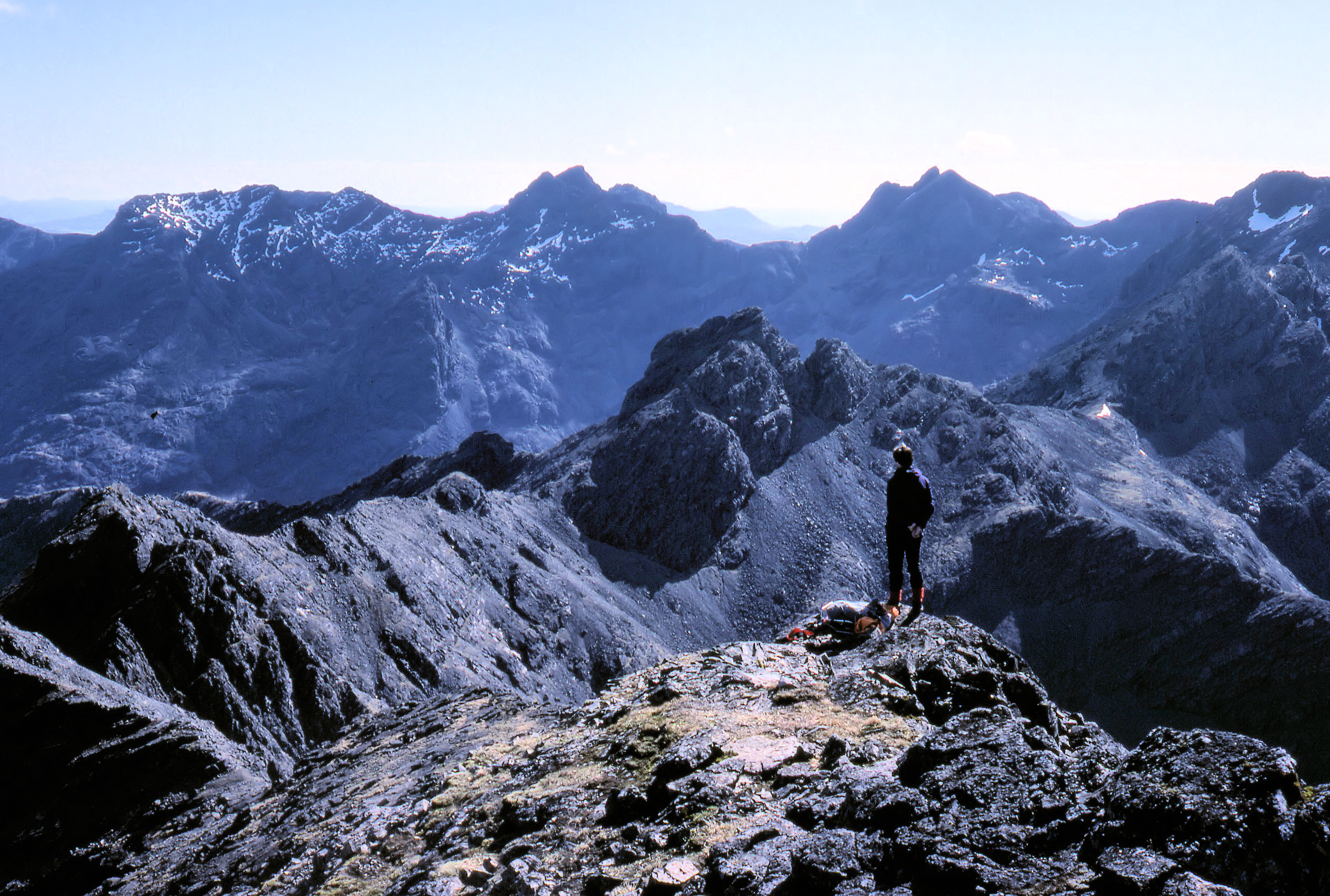
a Cuillin fő vonulata

A Felföld a Highland Boundary-törésvonaltól északra és nyugatra fekszik, mely Arrantól Stonehavenig húzódik. Skóciának ez a része többnyire a Kambrium és Prekambrium időszakából származó ősi kőzetekből áll, melyeket a későbbi kaledóniai hegyképződés emelt fel. A Lewisi gneisz kisebb formációi északkeleten három milliárd évesek is lehetnek. A Torridon-dombság Liathach-hoz és Beinn Eighe hegyeiből származó kövek
A Torridon-homokkőt beborító kövek a Wester Ross körzetben található Liathach és a Beinn Eighe-hez hasonló hegyeket alkotnak a Torridon-dombságban.
Ezeket az alapokat számos újabb korokból származó magmatikus eredetű benyomódás tarkítja. E vulkáni tevékenységek hozták létre a Cairngorms-t és a Skye szigetén található Cuillin masszívumokat. Feltűnő kivételt képeznek a fentiekkel szemben az Old Red-homokréteg réteg felett talált fosszíliákat tartalmazó medrek, melyek főként a Moray Firth partján és részben a Highland Boundary-törésvonal mentén lenek vezető részén találhatók meg. A Skye szigetén és az Applecross-félszigeten izoláltan fellelt Jura-korszakbeli medrek jól mutatják a terület összetett geológiáját. E rétegekből származik az Északi-tenger kőolajkincse. A Great Glen (Nagy-völgy) egy transzform vető törésvonalában jött létre és a Grampian-hegységtől északnyugatra képezi az Északnyugati-felföld határát. Ebben a hosszú völgyben található a Loch Ness tó is, melyben a legenda szerint egy szörny lakozik.
Az egész régiót jég borította a pleisztocén idején, leszámítva talán néhány nunatakot. Az összetett geomorfológiájú területhez a jégáram és hegyi patakok által létrehozott völgyek és tavak is hozzátartoznak a rendszertelenül elhelyezkedő hegyekkel együtt, melyek csúcsai hasonló magasságúak a tengerszintjétől mérve, de lábuk eltérő magasságban van attól függően, hogy a korábbi időszakok során mennyire csupaszította le őket az erózió (pl. a gleccserek által).

## Képek

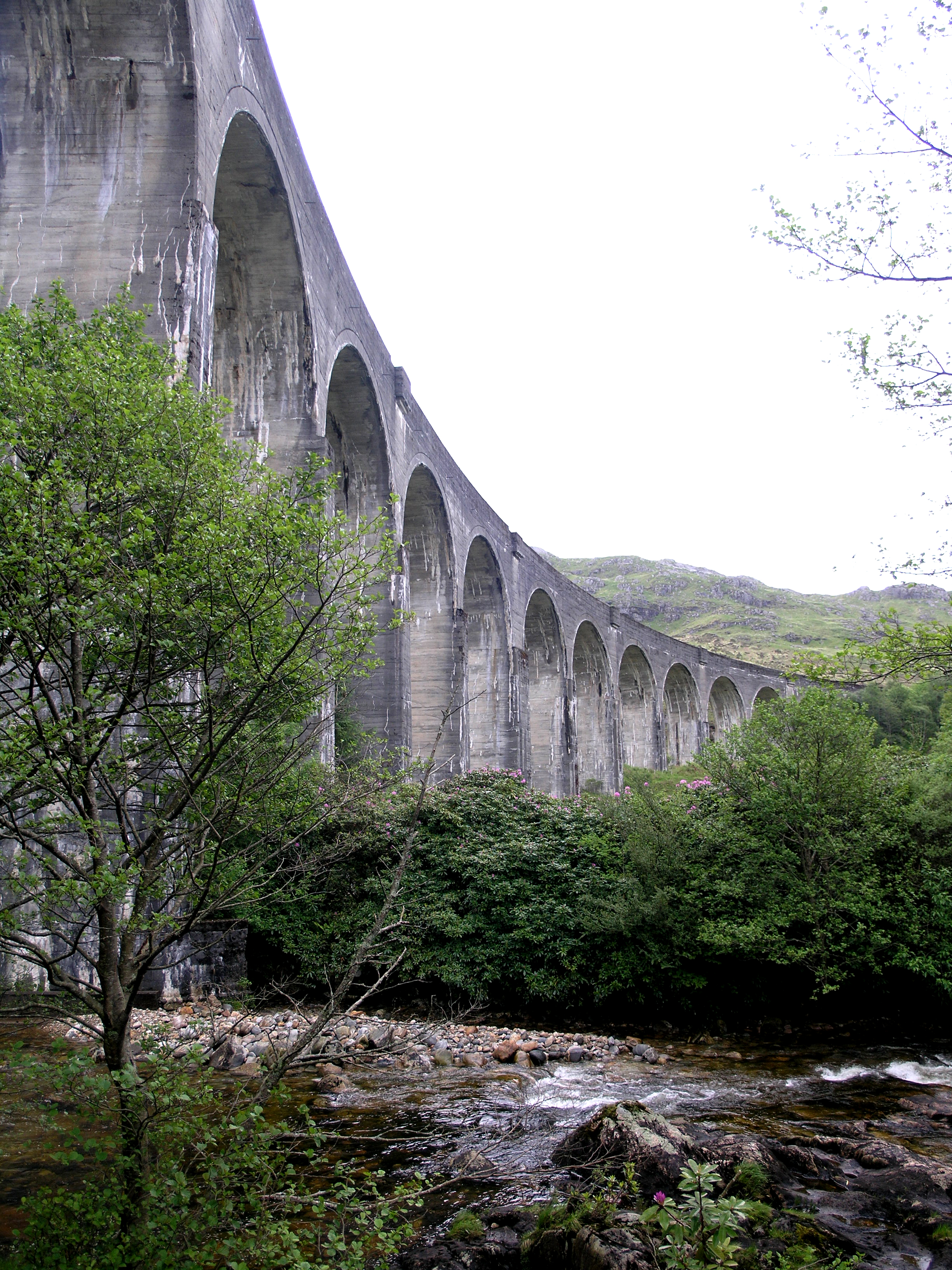
a Glenfinnan Viaduct alulnézetből.
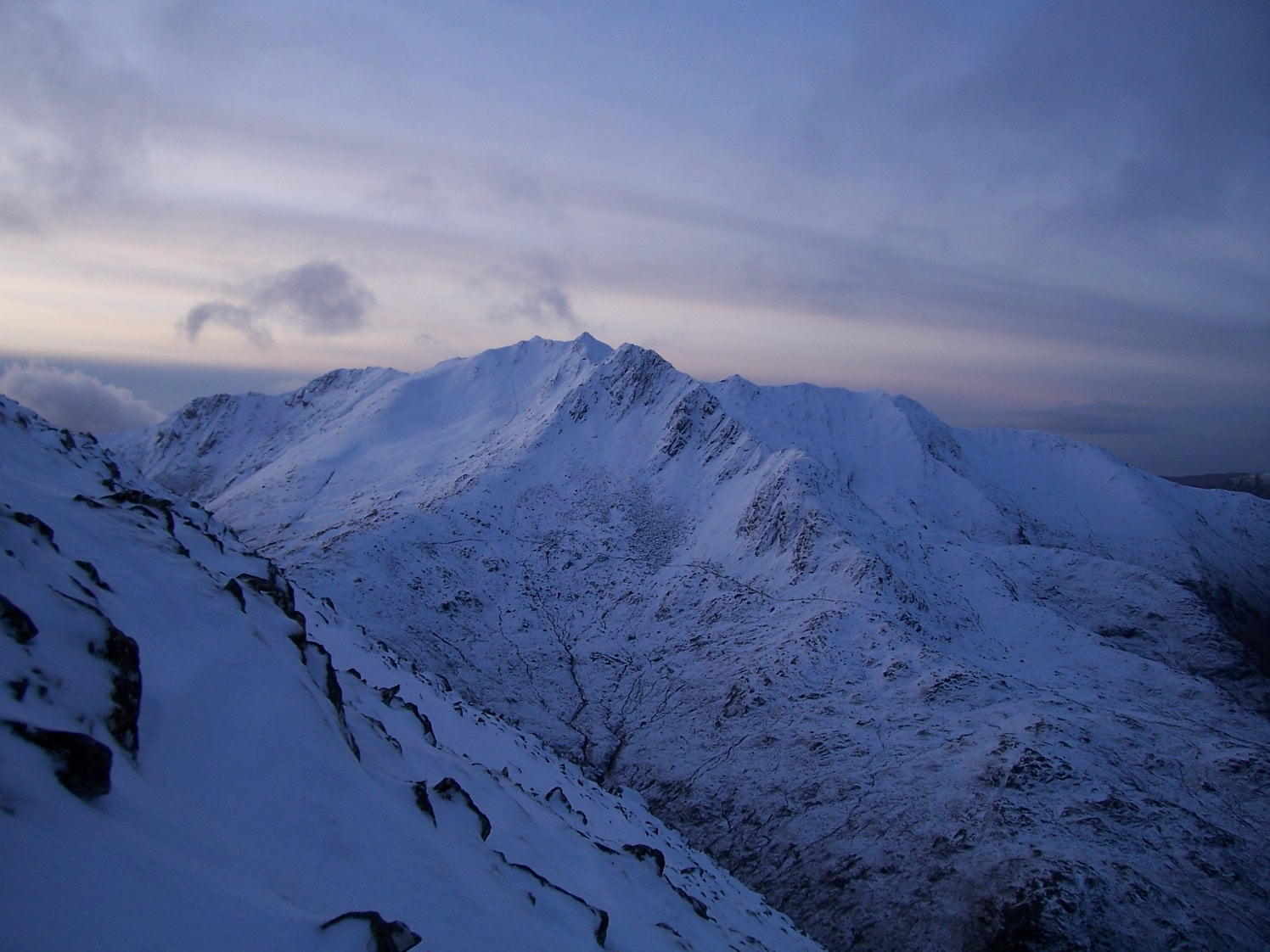
The Saddle
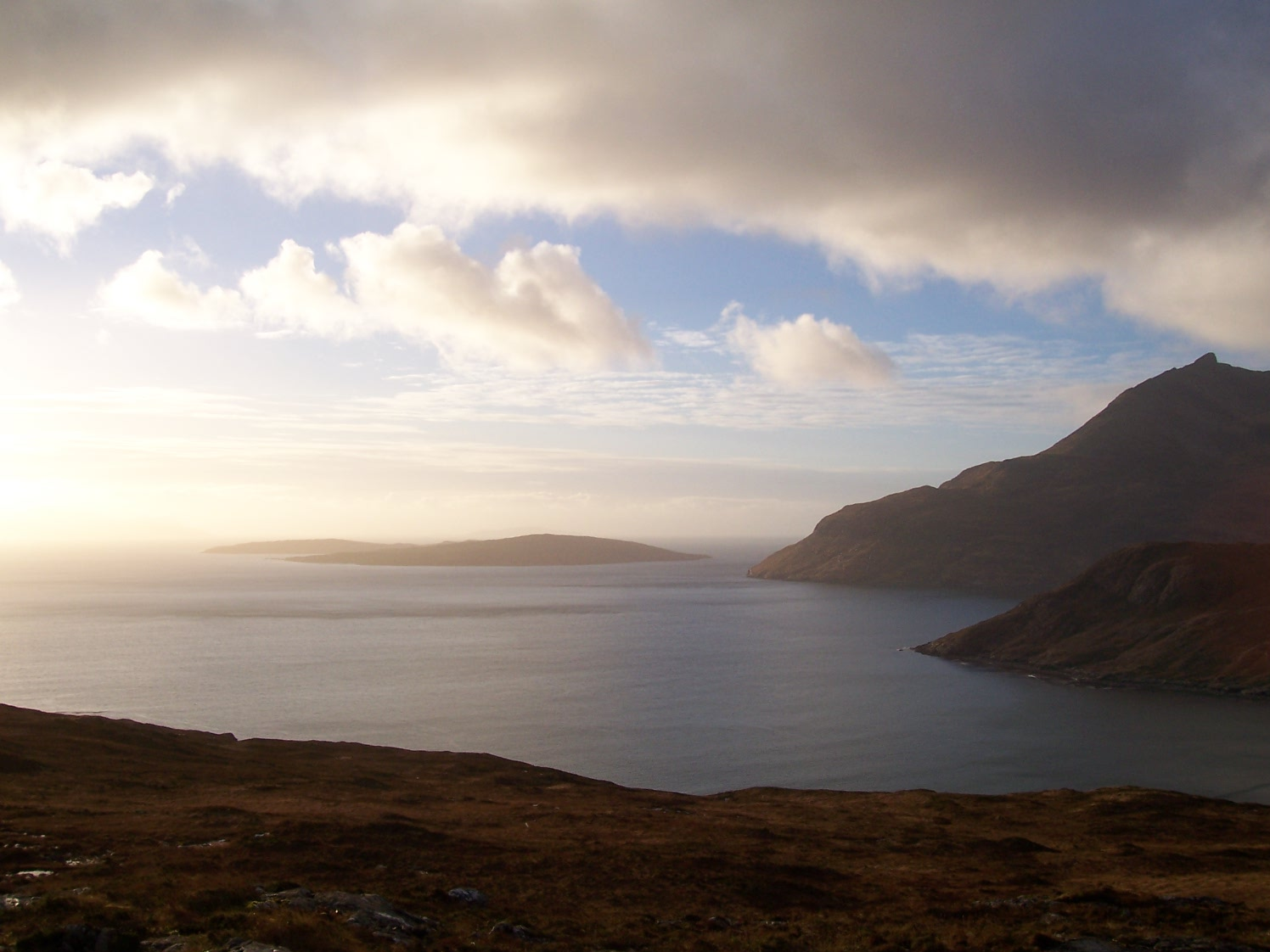
a Loch Scavaig Skye szigetén
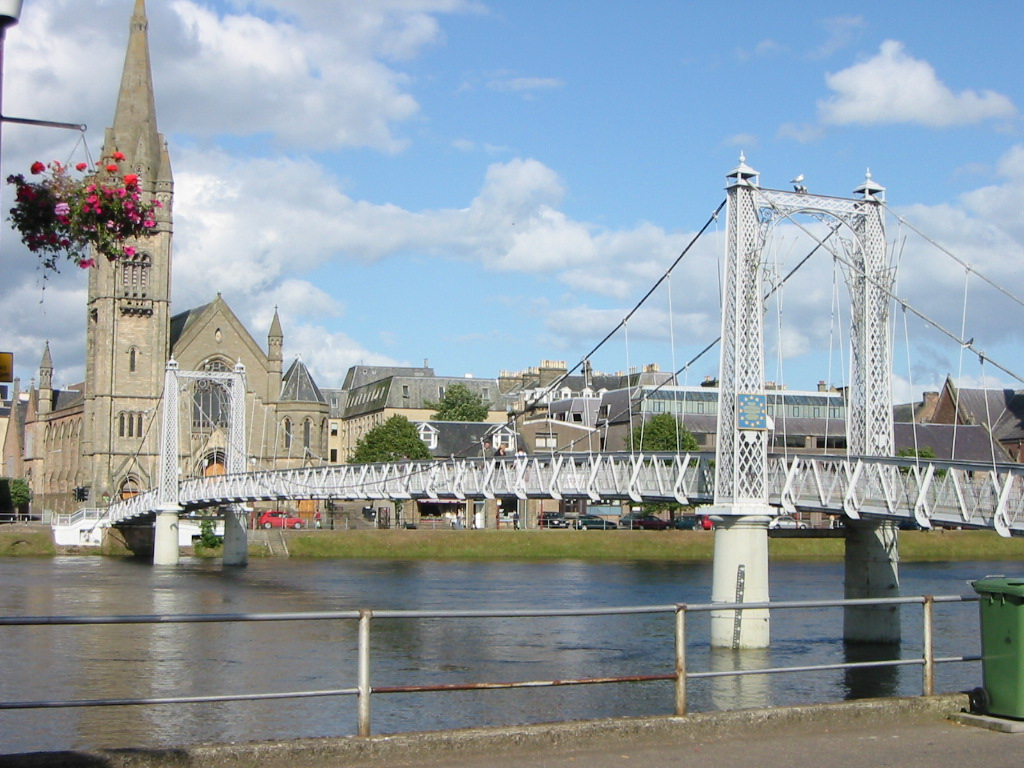
Inverness
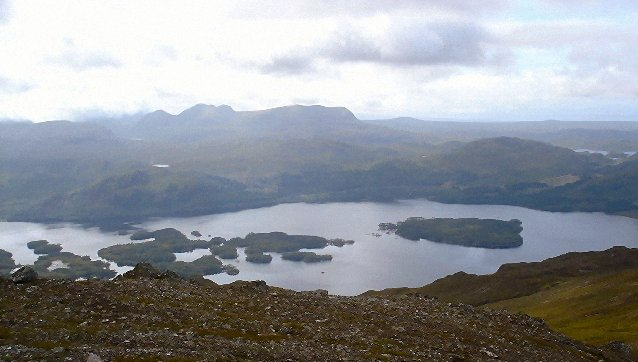
a Loch Maree szigetei
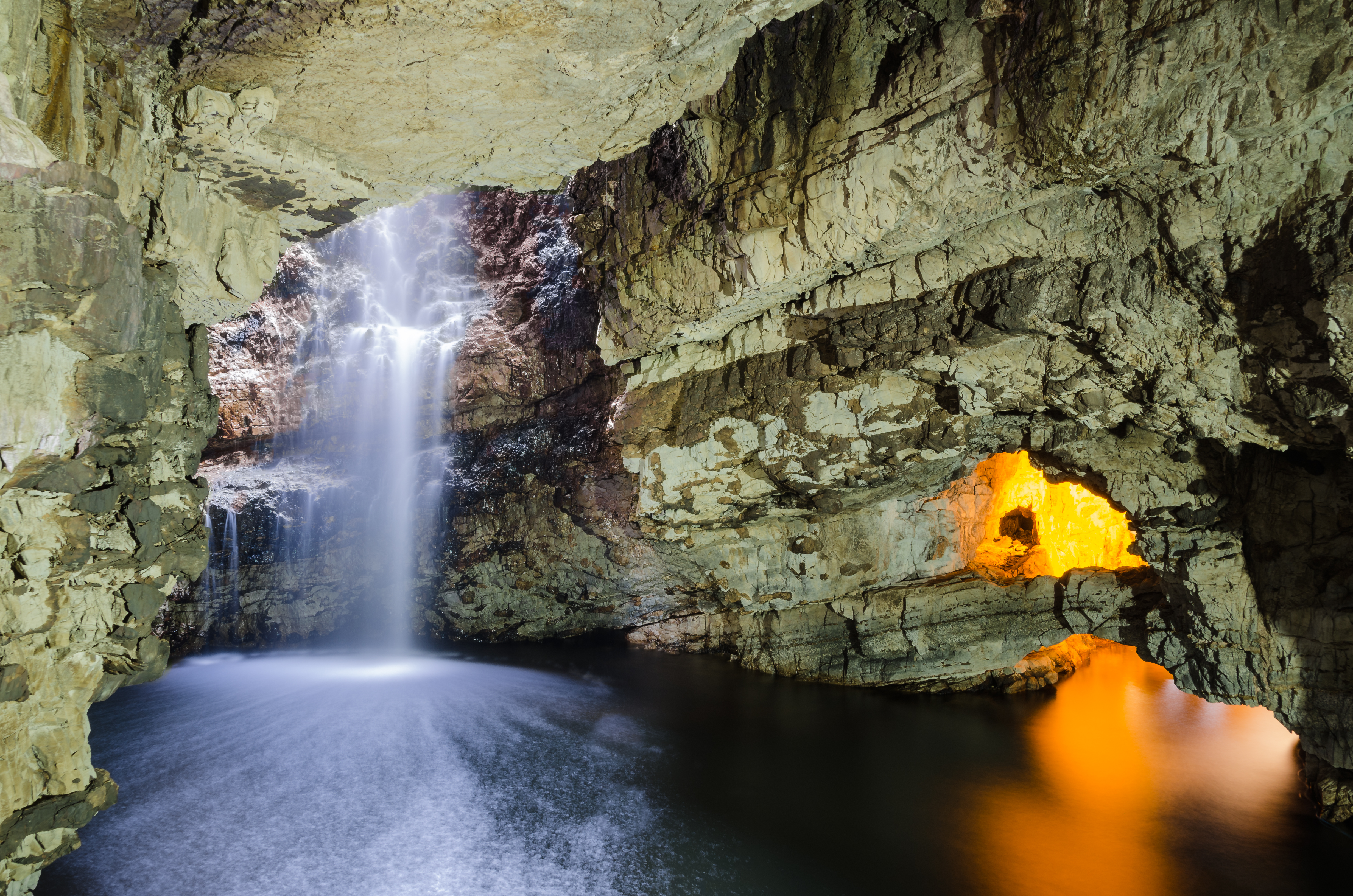
a Smoo barlang belseje, Sutherland
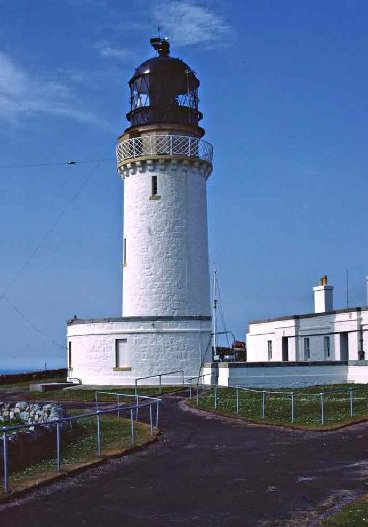
a Cape Wrath világítótorony a Felföldtől távol északnyugatra
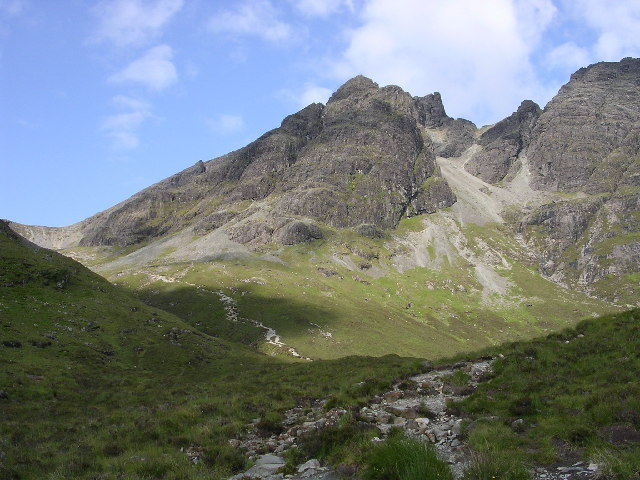
Blaven
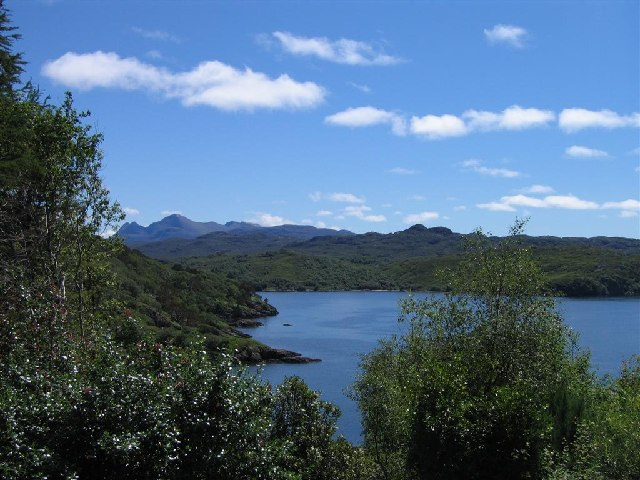
Gair Loch
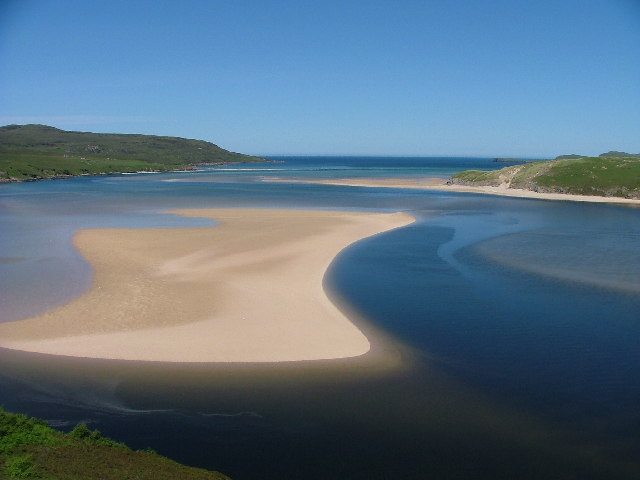
a Durness-i öböl
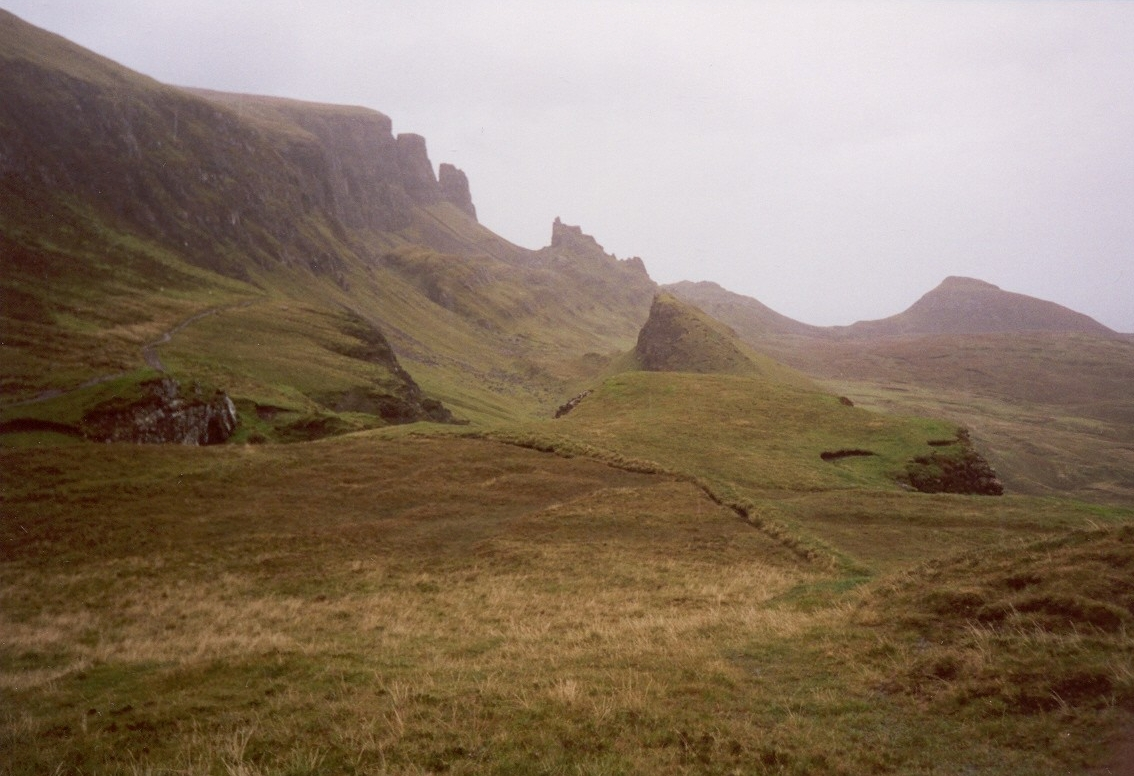
a földcsuszamlások által létrehozott Quirang a Skye-szigeten
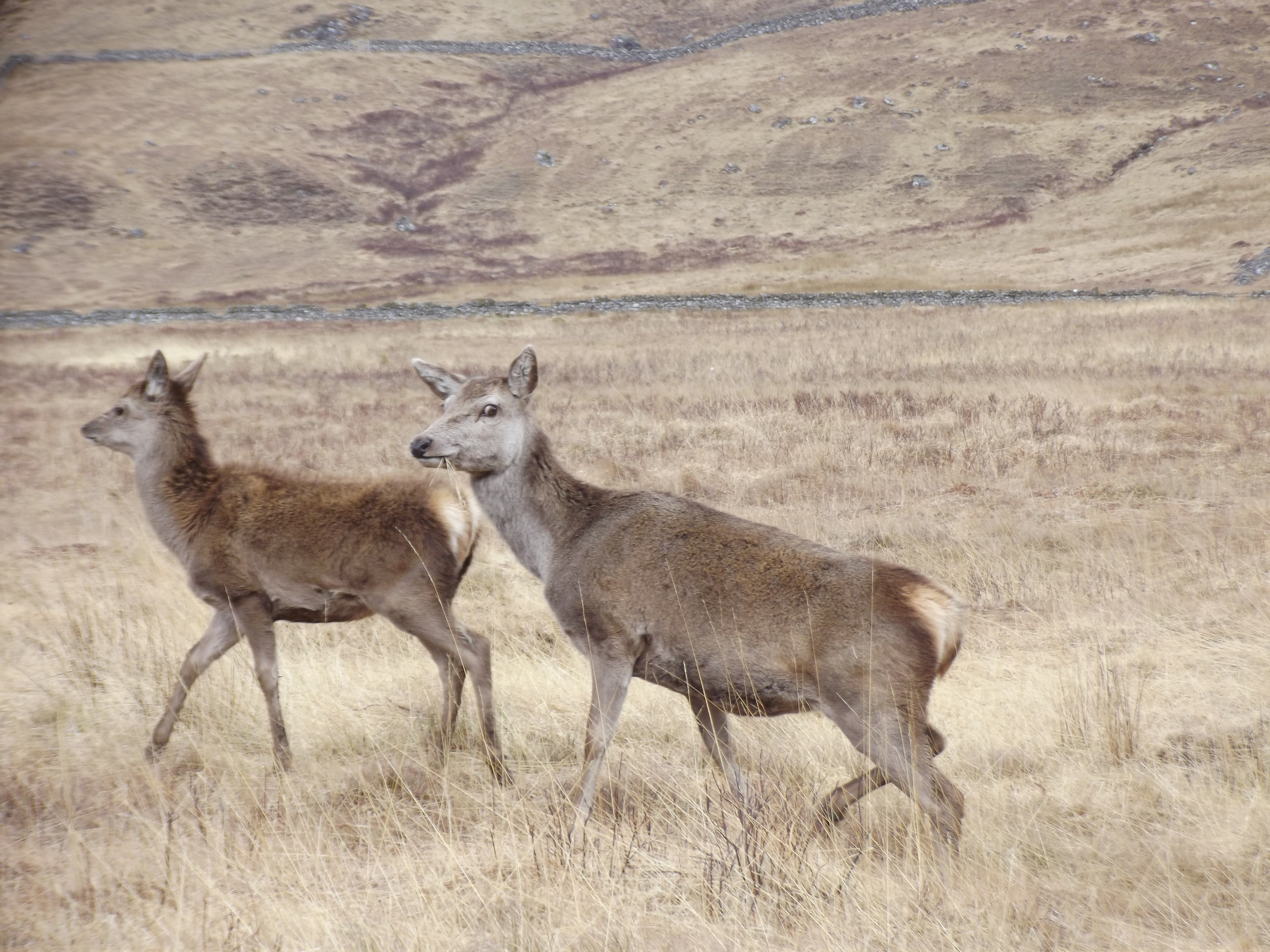
két felföldi szarvastehén
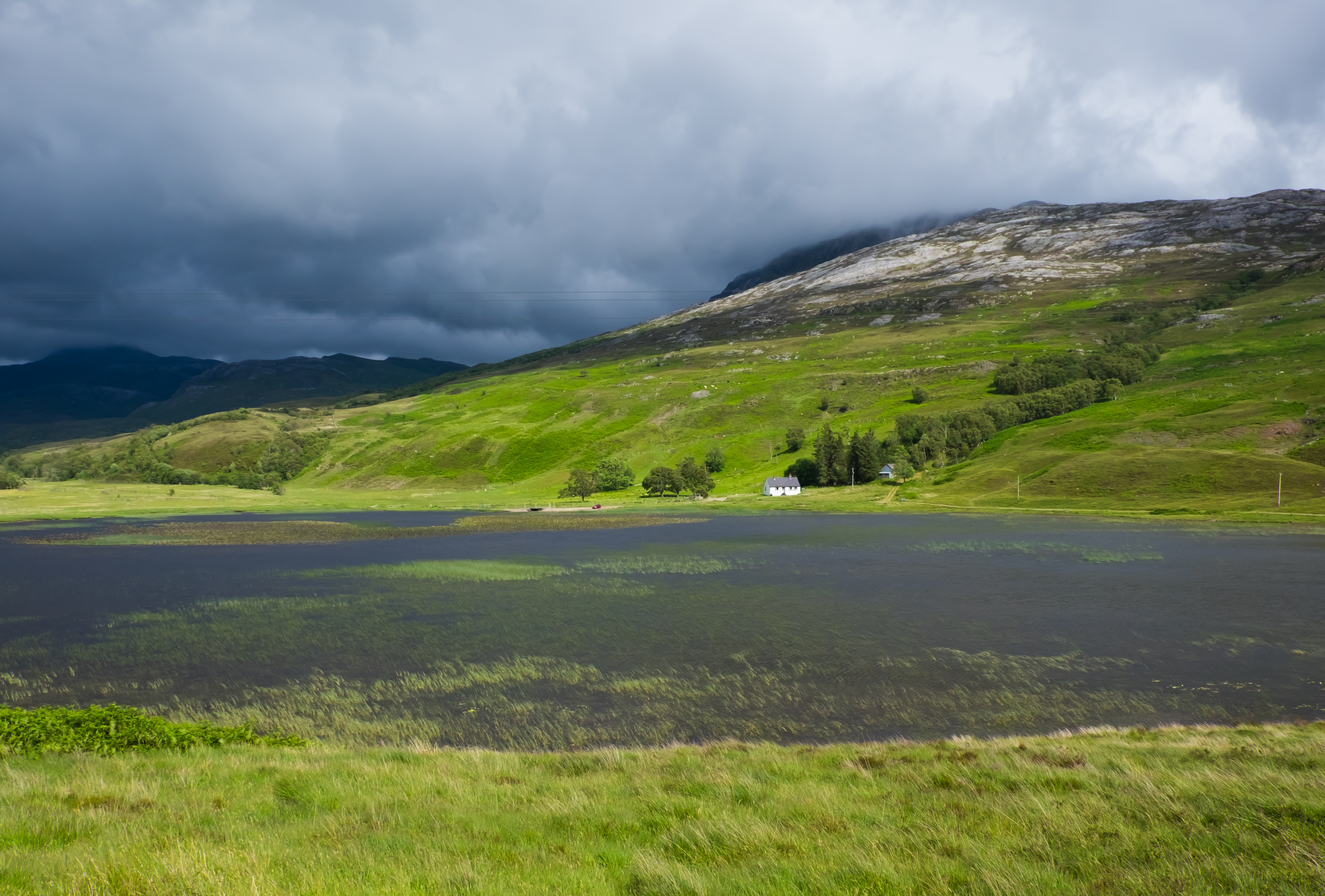
Loch an Lòin
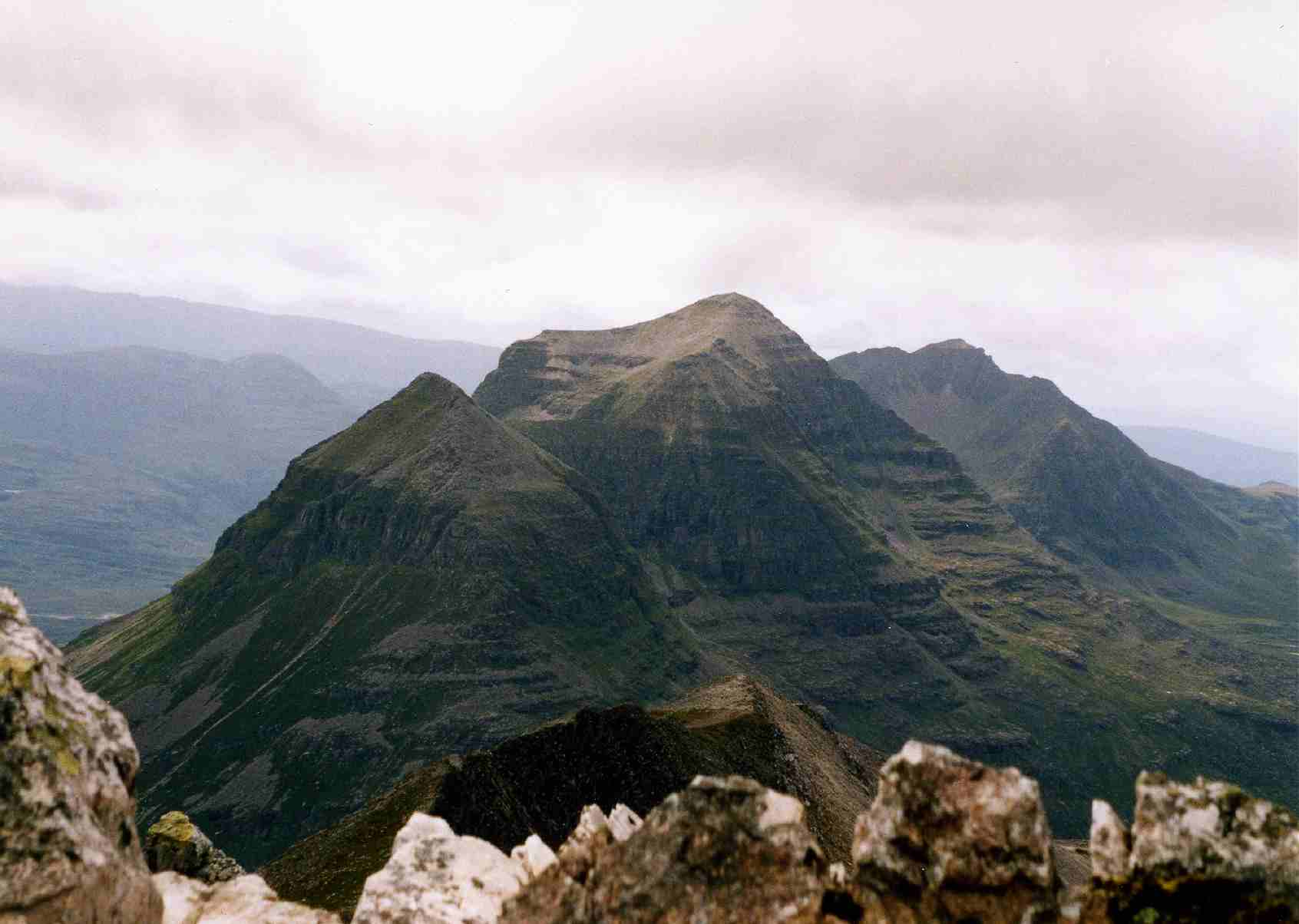
a Liathach a Beinn Eighe-ről nézve

## Fordítás
- Ez a szócikk részben vagy egészben  a    Scottish Highlands című angol Wikipédia-szócikk ezen változatának fordításán alapul.  Az eredeti cikk szerkesztőit annak laptörténete sorolja fel. Ez a jelzés csupán a megfogalmazás eredetét és a szerzői jogokat jelzi, nem szolgál a cikkben szereplő információk forrásmegjelöléseként.

## További olvasmányok
- Baxter, Colin, and C. J. Tabraham. The Scottish Highlands (2008), heavily illustrated
- Gray, Malcolm. The Highland Economy, 1750–1850 (Edinburgh, 1957)
- Humphreys, Rob, and Donald Reid. The Rough Guide to Scottish Highlands and Islands (3rd ed. 2004)
- Keay, J. and J. Keay. Collins Encyclopaedia of Scotland (1994)
- Kermack, William Ramsay. The Scottish Highlands: a short history, c. 300-1746 (1957)
- Lister, John Anthony. The Scottish Highlands (1978)

## Linkek
- Am Baile – Highland History & Culture in English and Gaelic
- Community portal site – EU and local authority supported
- Walking guide
- National Library of Scotland: SCOTTISH SCREEN ARCHIVE[halott link] (válogatás a Skót-felföldről szóló archívumokból)
- Lairds of Battle  A 16-17. századi felföldi hadviselés.
- Garnett, Thomas (1800) Observations on a tour through the Highlands and part of the western isles and Scotland, particularly Staffa and Icolmkill, in two volumes Archiválva 2016. március 10-i dátummal a Wayback Machine-ben –(Linda Hall Library)